# Pointe de la Sandonière
La Pointe de la Sandonière (anche Pointe de la Sandonnière o Pointe de la Sandoneire) è una vetta situata a 2 925 m di altitudine nel massiccio del Cerces tra i comuni francesi di Orelle e Valmeinier in Savoia, nella regione Alvernia-Rodano-Alpi.

## Toponomastica
Secondo il Gros il nome deriverebbe dal cognome Sandon.

## Descrizione
La Pointe de la Sandonière si eleva fino a 2925 m s.l.m. tra i paesi di Orelle e Valmeinier. Si affaccia sul bosco di Orelle a bacìo della valle.
La vetta domina il Col des Marches (situato a sud) ed è collegata da crinali al Crêt de Longefan (a est) e al Gros Crey (a nord-ovest).

## Accesso

### Accesso da Orelle
Da Orelle, in località Bissortette (vicino alla centrale idroelettrica di Bissorte), si imbocca la pista forestale del Prec, che sale al parcheggio omonimo e raggiunge il lago di Bissorte, e di qui si affronta il sentiero del monte Thabor, raggiungendo un incrocio dove si svolta a destra. Conviene poi imboccare il passo del Col des Marches per svoltare a sud al primo incrocio, così da raggiungere la punta, situata poco a nord del passo. Poco oltre, costeggiando il crinale, poco a nord-ovest si raggiunge il Gros Crey.

### Accesso da Valmeinier
Si accede alla Punta anche per seggiovia a sei posti ad ammorsamento automatico della Sandonière, che sale alla pista sciistica sul versante meridionale, lato Valmeinier.

## Galleria d'immagini

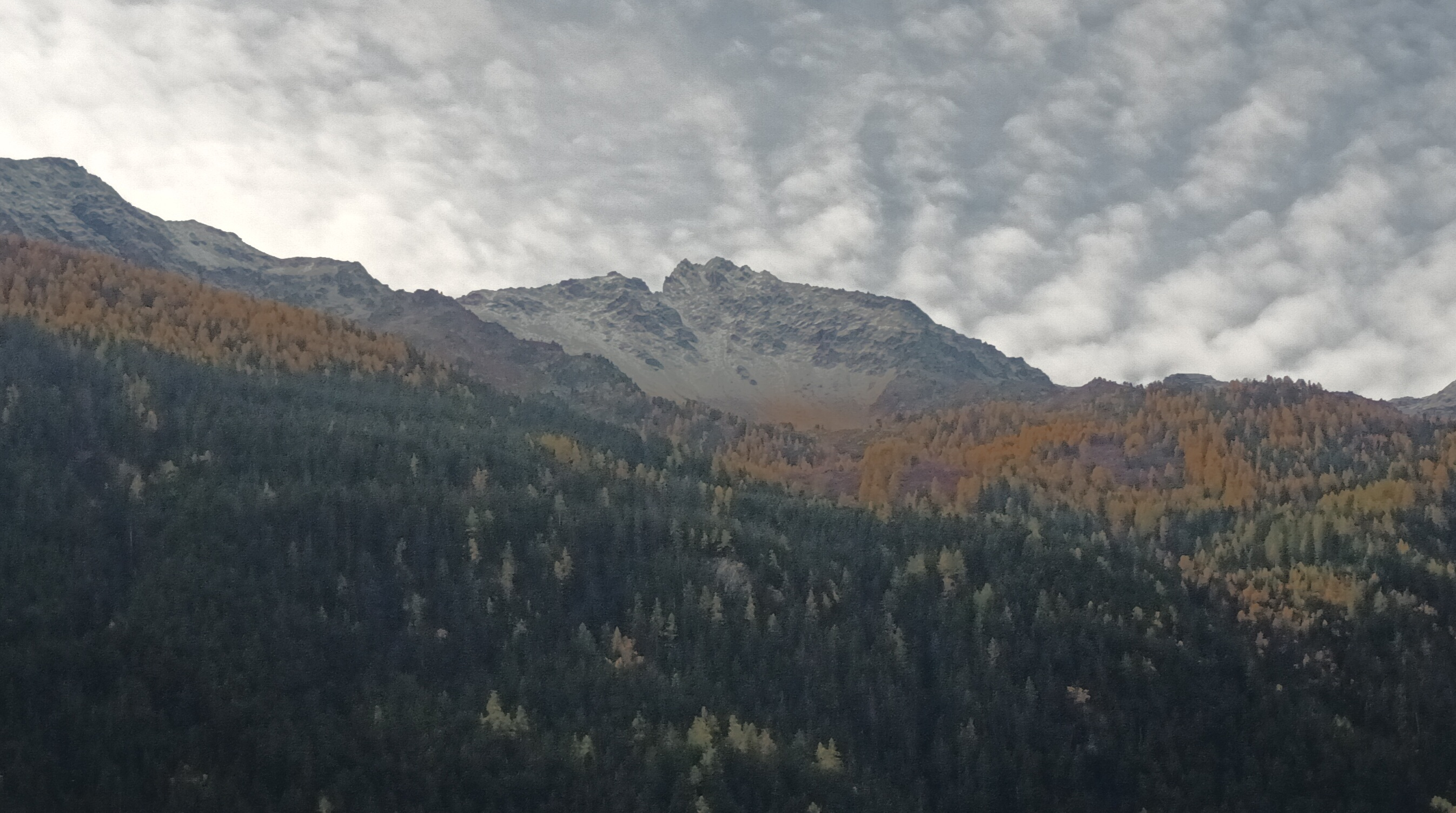
Vetta innevata vista dal Crêt du Vlé a Orelle
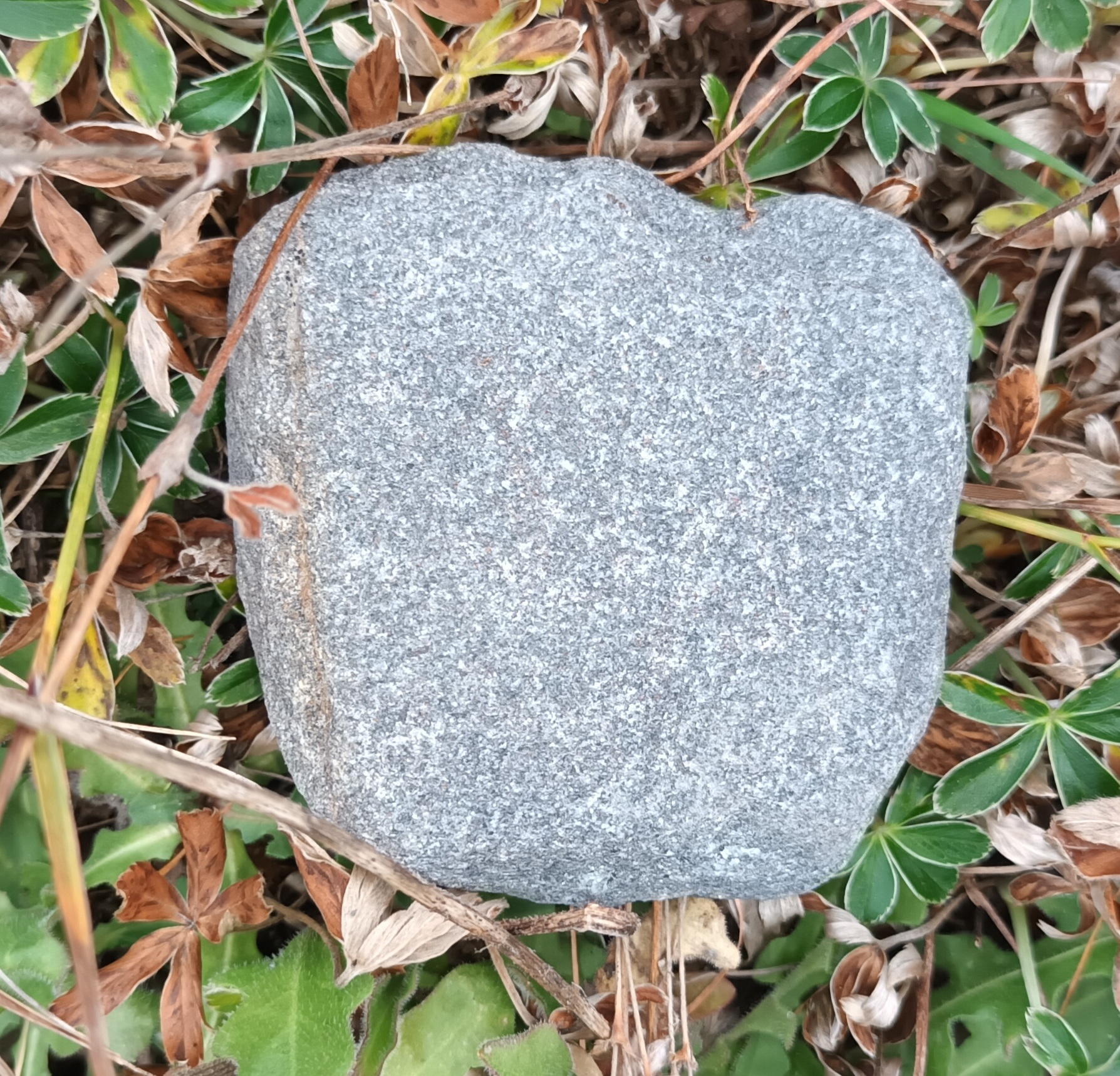
Roccia grigia e bianca, olocristallina, raccolta in vetta